# Jack Cassidy
Jack Cassidy, nascido John Edward Joseph Cassidy (5 de março de 1927, Richmond Hill, Nova York — 12 de dezembro de 1976, West Hollywood, Califórnia) foi um ator estadunidense.

## Biografia
Filho de um irlandês e de uma alemã, ele iniciou sua carreira artística na Broadway, aos 16 anos de idade, na área de produção. Como ator ele estreou em 1957 participando de seriados da televisão norte-americana.
Logo se transformou em um dos nomes mais conhecidos da TV americana e participou, entre outros, dos seriados "Gunsmoke", "Maverick", "Mister Magoo", "The Lucy Show", "A Garota da Uncle", "The Mod Squad", "Columbo", "Mary Tyler Moore", "Bonanza", "Missão Impossível" e "Havaí Cinco-0".
Foi casado duas vezes, a primeira com Evelyn Ward que lhe deu o filho David Cassidy, ator e cantor que participou do seriado "Família Dó-Ré-Mi", e em segudas núpcias com a atriz e cantora Shirley Jones, estrela do seriado "Família Dó-Ré-Mi", que lhe deu três filhos.
Ele morreu carbonizado em um incêndio em seu apartamento em Los Angeles.